# Attack on the Iron Coast
Attack on the Iron Coast és una pel·lícula estatunidenca de Paul Wendkos estrenada el 1968.

## Argument
Durant l'ocupació alemanya de França els vaixells nazis atracaven en un lloc conegut com la Costa d'Acer. El major Wilson és el líder d'una arriscada missió l'objectiu de la qual serà destruir la base naval alemanya mitjançant una incursió secreta. Amb un vaixell carregat d'explosius haurà d'impactar contra les defenses de l'esmentada base naval.

## Repartiment
- Lloyd Bridges: Major Jamie Wilson
- Andrew Keir: Capità Owen Franklin
- Sue Lloyd: Sue Wilson
- Mark Eden: Tinent Donald Kimberly
- Maurice Denham: Almirall Sir Frederick Grafton

## Rebuda
- Attack on the Iron Coast, en excel·lent color, amb Lloyd Bridges al capdavant d'un elenc anglès, és un d'aquests films d'homes molt mascles, drama de missió de guerra que va passar de moda poc després de la Segona Guerra Mundial.[1]